# Delphine e Muriel Coulin
Delphine Coulin (Lorient, 1972) e  
Muriel Coulin (Lorient, 1965) sono due sorelle registe e sceneggiatrici francesi, delle quali la prima lavora anche come scrittrice.

## Biografia
Figlie di un'insegnante di lettere e lingua inglese e di un dirigente d'azienda, crescono a Lorient, in Bretagna. Sono di ascendenza bretone e aschenazita. La maggiore Muriel si laurea all'École nationale supérieure Louis-Lumière, instradandosi verso il cinema, mentre la minore Delphine all'Istituto di studi politici di Parigi. Dirigono il loro primo cortometraggio assieme nel 1996. Il loro secondo corto, Souffle, viene premiato dal Sindacato francese della critica cinematografica nel 2000. Mentre lavora per l'emittente Arte, nel 2004 Delphine pubblica il suo primo romanzo, Les Traces. Con Samba pour la France (2011), vince il Prix Landerneau; il romanzo verrà poi adattato in un film omonimo nel 2014.
Nel 2011 dirigono il loro primo lungometraggio di fiction, 17 ragazze, ispirato ad un fatto di cronaca avvenuto nel 2008 a Gloucester, nel Massachusetts. Il film è stato presentato alla Settimana internazionale della critica del Festival di Cannes e candidato ai premi César come migliore opera prima. Il loro film successivo, Voir du pays (2016), è tratto da un romanzo di Delphine ed è stato nuovamente presentato a Cannes, nella sezione Un Certain Regard. Il loro terzo film, Noi e loro (2024), con protagonista Vincent Lindon, ha concorso all'81ª Mostra internazionale d'arte cinematografica di Venezia.

## Filmografia

### Registe e sceneggiatrici
- Il faut imaginer Sisyphe heureux – cortometraggio (1997)
- Souffle – cortometraggio (2000)
- L'Homme sans douleur – documentario (2007)
- 17 ragazze (17 filles) (2011)
- Voir du pays (2016)
- Charlotte Salomon, la jeune fille et la vie – documentario (2023)
- Noi e loro (Jouer avec le feu) (2024)

### Solo sceneggiatrici
- Samba, regia di Olivier Nakache e Éric Toledano (2014)

## Romanzi

### Delphine Coulin
- Les Traces (2004)
- Une seconde de plus (2006)
- Les Mille-vies (2008)
- Samba pour la France (2011)
  -  Samba pour la France, traduzione di Giacomo Cuva, Milano, Rizzoli, 2015, ISBN 978-88-170-8028-6.
- Voir du pays (2013)
- Une fille dans la jungle (2017)
  -  Una ragazza nella giungla di Calais, traduzione di Alessandro Di Lelio, Roma, Gremese, 2019, ISBN 978-88-669-2048-9.
- Loin, à l'ouest (2021)